# Floribert Bwana Chui
Floribert Bwana Chui bin Kositi, né le 13 juin 1981 à Goma et mort assassiné le 7 juillet 2007 dans sa ville natale, est un fonctionnaire congolais, exerçant comme douanier et membre engagé de la communauté de Sant'Egidio, qui est assassiné pour avoir refusé de laisser entrer dans le pays des denrées avariées et des pots-de-vin. Qualifié de martyr « de l'honnêteté et de l'intégrité morale » par l'Église catholique, il a été béatifié le 15 juin 2025. 

## Biographie
Issu d’un milieu aisé, Floribert Bwana Chui étudie le droit et l'économie. Il débute sa vie professionnelle à Kinshasa comme commissaire aux réclamations au sein de l’Office Congolais de Contrôle (OCC), organisme de l'autorité nationale de contrôle des douanes et des marchandises où il était chargé d’évaluer la conformité des produits passant la frontière Est de la République Démocratique du Congo. Il est ensuite transféré à Goma comme chef de bureau de l’OCC. Catholique pratiquant, catéchiste dès son plus jeune âge, c'est au cours de sa vie étudiante que Floribert Bwana Chui rejoint la communauté de Sant'Egidio, où il devient un membre engagé, particulièrement dans l'assistance aux enfants des rues.
Dans son travail de contrôle des douanes, Floribert Chui est confronté au problème moral d’autoriser l’entrée au Congo-Kinshasa de denrées alimentaires venant du Rwanda voisin, qui n'avaient pas obtenu les autorisations compétentes pour leur commercialisation et leur consommation. Il refusa plusieurs fois des propositions « d'argent sale », lié à des transactions illicites. Il jugeait immoral de laisser passer des tonnes de denrées avariées et toxiques à destination des populations en échange de quelques milliers de dollars. Il avait fait détruire des lots de riz périmés et refusé des pots-de-vin. Ses proches et ses collègues rapportent qu’il disait souvent : « Est-ce que je vis pour le Christ ou pas ? Voilà pourquoi je ne peux accepter. Mieux vaut mourir que d'accepter cet argent ». Malgré les menaces pour sa vie et les intimidations, Chui préféra mourir en refusant de faire passer de la nourriture qui aurait pu empoisonner un grand nombre de personnes. Âgé de 26 ans, il est enlevé puis tué dans la nuit du 7 au 8 juillet 2007, après avoir été torturé par ses geôliers. Monseigneur Faustin Ngabu dira « [qu’il] est mort en raison de son honnêteté. C’est quelqu'un qui a su conserver sa liberté dans une situation extrêmement difficile. Ce qu'il a vécu a été une manifestation forte de sa foi chrétienne ».
En février 2023, à l’occasion de sa visite de la République démocratique du Congo, le pape François parle longuement de Floribert Chui lors de son adresse aux Jeunes et aux Catéchistes congolais,. Soulignant sa résilience et sa ferveur à son auditoire, le souverain pontif a estimé qu’il « ne s’était pas laissé vaincre par le Mal », mais qu’il avait « vaincu le Mal par le Bien ».

## Béatification
L'enquête canonique sur la vie, les vertus et le martyre de Floribert Bwana Chui s'ouvre en 2016 dans le diocèse de Goma. Suite aux conclusions positives des différentes commissions, le 25 novembre 2024, le pape François reconnaît le martyre de Floribert Bwana Chui et signe le décret de sa béatification,. La nouvelle de sa béatification est perçue comme un « élan d’espoir » dans sa ville natale où la corruption et la culture de l'impunité sont monnaie courante.  
Il est solennellement proclamé bienheureux le 15 juin 2025 dans la Basilique Saint-Paul-hors-les-murs au cours d'une messe présidée par le cardinal Marcello Semeraro au nom du pape Léon XIV.